# Літні юнацькі Олімпійські ігри 2026
IV літні юнацькі Олімпійські ігри — це четверта міжнародна мультиспортивна подія і культурний фестиваль для молоді, що буде проходити у 2026 році.
Згодом МОК повернувся до дати 2022 року та оголосив у лютому 2018 року про те, що вони рекомендують провести захід у Африці. 132-а сесія МОК підтвердила зміну дати початку 2022 року.

## Потенційні заявки
- Дакар, Сенегал

### Колишні невитримані заявки
- Габороне, Ботсвана